# Daniel Pulteney
Daniel Pulteney (ur. 1682, zm. 7 września 1731) – brytyjski polityk i dyplomata.   
Jego ojcem był John Pulteney (zm. 1726), a bliskim kuzynem William Pulteney.
Daniel został posłem do parlamentu z okręgu Hastings. W okresie 1706–1715 był brytyjskim ambasadorem w Danii. W latach 1721–1725 zasiadał w radzie Admiralicji.
W 1717 roku poślubił Margaret Tichborne (ok. 1699-1763).